# Parachanna obscura
Cabeça-de-cobra-africano (Parachanna obscura) é um peixe do gênero Parachanna. Possui a cabeça geralmente escura, com manchas brancas sob a mandíbula.